# Mobile High-definition Link
L'interface MHL (Mobile High-Definition Link ou, en français, « interface mobile haute-définition ») permet de relier des téléphones mobiles à des téléviseurs et moniteurs haute définition.
Cette interface a été créée par le consortium du même nom, fondé le 14 avril 2010 par Nokia, Samsung Electronics, Silicon Image, Sony et Toshiba.
L'interface MHL assure plusieurs fonctions simultanées :
- transfert de l'image en qualité 1080p,
- transfert de 8 pistes audio non compressées,
- rechargement du téléphone,
- protection contre la copie (HDCP).

L'interface comporte 5 broches de manière à limiter le coût de fabrication des cordons, mais aucun connecteur particulier n'est imposé. En pratique, les cordons actuellement utilisés possèdent des connecteurs micro USB et HDMI.

## Adaptateurs

Schéma des broches interfaçant le Micro-USB vers le HDMI supportant le MHL. Les lignes de données MHL TMDS (violet & vert) utilisent les paires différentielles présentes à la fois en USB 2.0 (Data− & Data+) et HDMI (TMDS Data0− & Data0+). Le bus de contrôle MHL ré-exploite l'identification (broche 4) USB On-The-Go, et la détection du branchement à chaud HDMI (broche 19), mais respecte les broches alimentation et masse correspondant à l'affectation originelle des deux.

Certains smartphones sont équipés d'une sortie MHL, généralement située au niveau de leur connecteur micro USB, permettant d'afficher leur contenu sur écran d'ordinateur ou de télévision.
Pour cela, l'écran doit disposer d'une prise HDMI spéciale, comportant la norme MHL, ou bien d'un adaptateur MHL → HDMI.
Notons aussi que les connecteurs MHL peuvent varier selon les modèles (par exemple, le Samsung Galaxy SIII est incompatible avec les câbles du Samsung Galaxy SII).

## Le Super MHL
Le super MHL permettra de transmettre 40 W, avec une définition d’image de 7 680 × 4 320, en 120 Hz,  en USB-C, réversible.